# Milionia euglennia
Milionia euglennia là một loài bướm đêm trong họ Geometridae.